# Is-en-Bassigny
Ne doit pas être confondu avec Is-sur-Tille.
Is-en-Bassigny est une commune française située dans le département de la Haute-Marne, en région Grand Est.

## Géographie
La commune est placée sur une terrasse du Lias moyen (jurassique inférieur) entre des terrasses calcaires du jurassique à l'ouest et les étages marneux puis les terrasses de grès de l'Infralias à l'est. C'est pourquoi L.Gallois dans les Annales de Géographie, en 1901, écrit qu'Is-en-Bassigny se trouve à la limite du Bassigny. Le village serait donc entre le Bassigny et la Montagne.
Le  Rognon qui prend sa source sur la commune, la traverse. Elle est sillonnée par un ru appelé « la Gironde ».
Superficie : 19,4 km2.
Altitude moyenne : 416 m.
Altitude maximale : 467 m.
|        | Ninville Noyers | Rangecourt   |
| Nogent | Is-en-Bassigny  |              |
| Sarrey |                 | Val-de-Meuse |

### Hydrographie
La commune est traversée par la ligne de partage des eaux entre les bassins versants de la Meuse et de la Seine au sein respectivement du bassin Rhin-Meuse et du bassin Seine-Normandie. Elle est drainée par le Rognon, le ruisseau de Rangecourt, le cours d'eau 01 des Etiquets, le cours d'eau 01 des Plateaux, la Planchette et le ruisseau des Riots,.
Le Rognon, d'une longueur de 73 km, prend sa source dans la commune  et se jette  dans le canal de la Marne à la Saône à Mussey-sur-Marne, après avoir traversé 17 communes. 

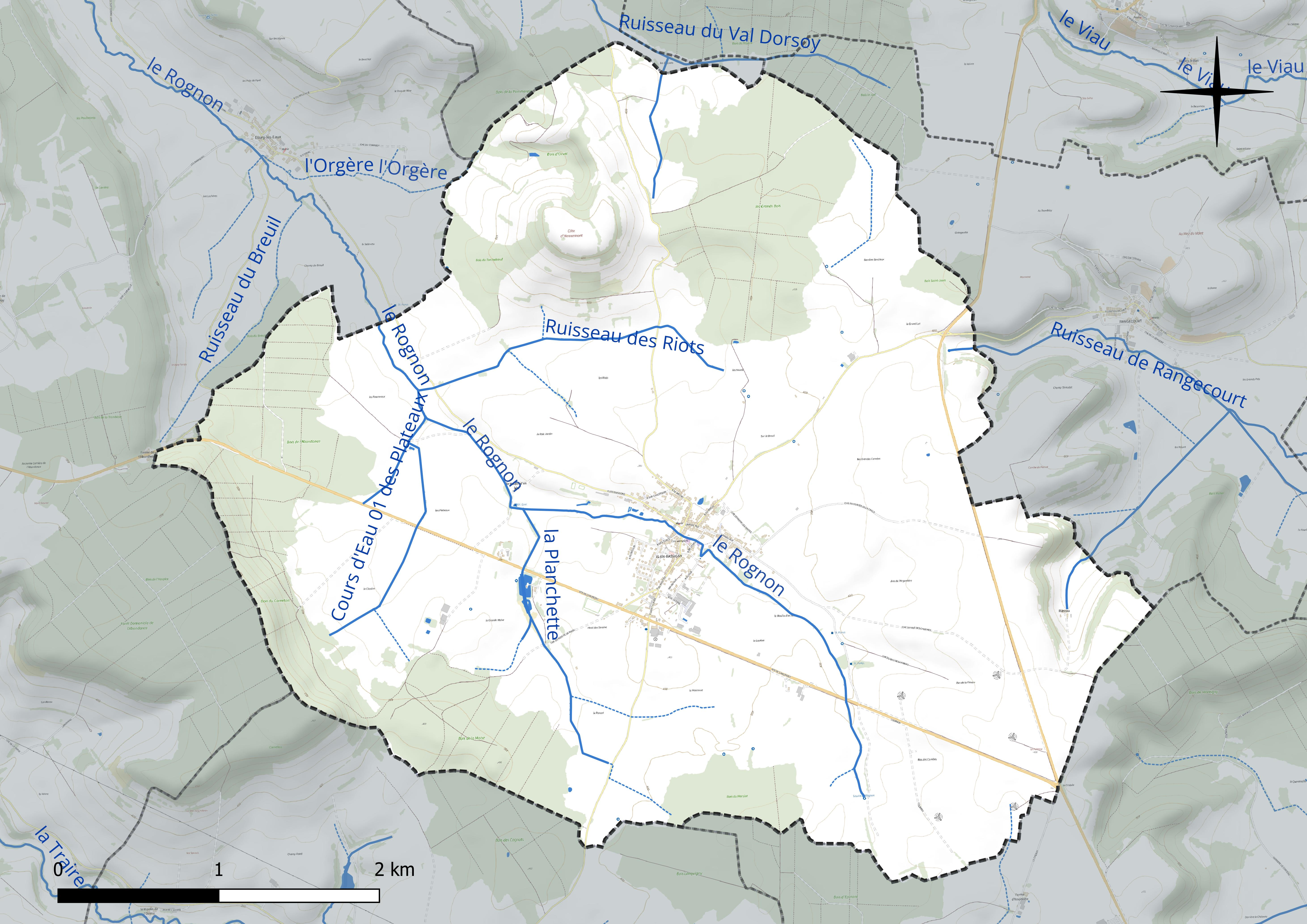
Réseau hydrographique d'Is-en-Bassigny.

### Climat
Pour des articles plus généraux, voir Climat du Grand Est et Climat de la Haute-Marne.
En 2010, le climat de la commune est de type climat de montagne, selon une étude du Centre national de la recherche scientifique s'appuyant sur une série de données couvrant la période 1971-2000. En 2020, Météo-France publie une typologie des climats de la France métropolitaine dans laquelle la commune est exposée à un climat océanique altéré et est dans la région climatique  Lorraine, plateau de Langres, Morvan, caractérisée par un hiver rude (1,5 °C), des vents modérés et des brouillards fréquents en automne et hiver. 
Pour la période 1971-2000, la température annuelle moyenne est de 9,3 °C, avec une amplitude thermique annuelle de 16,8 °C. Le cumul annuel moyen de précipitations est de 964 mm, avec 13,3 jours de précipitations en janvier et 9,3 jours en juillet. Pour la période 1991-2020, la température moyenne annuelle observée sur la station météorologique installée sur la commune est de 10,0 °C et le cumul annuel moyen de précipitations est de 873,6 mm. 
La température maximale relevée sur cette station est de 38,7 °C, atteinte le 25 juillet 2019 ; la température minimale est de −19,3 °C, atteinte le 20 décembre 2009,,. 
| Mois                                  | jan.             | fév.           | mars           | avril         | mai           | juin          | jui.          | août           | sep.          | oct.          | nov.             | déc.           | année      |
| ------------------------------------- | ---------------- | -------------- | -------------- | ------------- | ------------- | ------------- | ------------- | -------------- | ------------- | ------------- | ---------------- | -------------- | ---------- |
| Température minimale moyenne (°C)     | −0,8             | −0,4           | 1,6            | 4             | 7,7           | 10,8          | 12,6          | 12,6           | 9,3           | 6,7           | 2,8              | 0,3            | 5,6        |
| Température moyenne (°C)              | 1,7              | 2,8            | 6              | 9,2           | 13,1          | 16,6          | 18,7          | 18,4           | 14,4          | 10,5          | 5,5              | 2,6            | 10         |
| Température maximale moyenne (°C)     | 4,2              | 6              | 10,4           | 14,5          | 18,5          | 22,4          | 24,7          | 24,3           | 19,6          | 14,3          | 8,3              | 5              | 14,4       |
| Record de froid (°C) date du record   | −15,6 05.01.1995 | −16,3 05.02.12 | −16,7 01.03.05 | −5,7 06.04.21 | −1,7 04.05.14 | 0,5 03.06.06  | 4,1 14.07.04  | 3,1 30.08.1998 | −0,3 25.09.02 | −6,7 29.10.12 | −11,8 24.11.1998 | −19,3 20.12.09 | −19,3 2009 |
| Record de chaleur (°C) date du record | 14,2 01.01.23    | 22,4 27.02.19  | 23,7 31.03.21  | 26,6 26.04.07 | 31,2 24.05.09 | 34,1 22.06.17 | 38,7 25.07.19 | 37,7 12.08.03  | 32,2 16.09.20 | 28,6 09.10.23 | 20,2 07.11.15    | 15,6 17.12.19  | 38,7 2019  |
| Précipitations (mm)                   | 79,6             | 61,1           | 65,5           | 58,9          | 81,1          | 61,3          | 73            | 66,3           | 63            | 85,9          | 88,5             | 89,4           | 873,6      |

| Diagramme climatique                                  |           |             |           |             |              |            |              |           |             |            |          |
| J                                                     | F         | M           | A         | M           | J            | J          | A            | S         | O           | N          | D        |
| 4,2−0,879,6                                           | 6−0,461,1 | 10,41,665,5 | 14,5458,9 | 18,57,781,1 | 22,410,861,3 | 24,712,673 | 24,312,666,3 | 19,69,363 | 14,36,785,9 | 8,32,888,5 | 50,389,4 |
| Moyennes : • Temp. maxi et mini °C • Précipitation mm |           |             |           |             |              |            |              |           |             |            |          |

Les paramètres climatiques de la commune ont été estimés pour le milieu du siècle (2041-2070) selon différents scénarios d'émission de gaz à effet de serre à partir des nouvelles projections climatiques de référence DRIAS-2020. Ils sont consultables sur un site dédié publié par Météo-France en novembre 2022.

## Urbanisme

### Typologie
Au 1er janvier 2024, Is-en-Bassigny est catégorisée commune rurale à habitat dispersé, selon la nouvelle grille communale de densité à sept niveaux définie par l'Insee en 2022.
Elle est située hors unité urbaine et hors attraction des villes,.

### Occupation des sols
L'occupation des sols de la commune, telle qu'elle ressort de la base de données européenne d’occupation biophysique des sols Corine Land Cover (CLC), est marquée par l'importance des territoires agricoles (76 % en 2018), une proportion sensiblement équivalente à celle de 1990 (76,3 %). La répartition détaillée en 2018 est la suivante : 
prairies (39,1 %), terres arables (32,3 %), forêts (21,3 %), zones agricoles hétérogènes (4,6 %), zones urbanisées (2,7 %). L'évolution de l’occupation des sols de la commune et de ses infrastructures peut être observée sur les différentes représentations cartographiques du territoire : la carte de Cassini (XVIIIe siècle), la carte d'état-major (1820-1866) et les cartes ou photos aériennes de l'IGN pour la période actuelle (1950 à aujourd'hui).

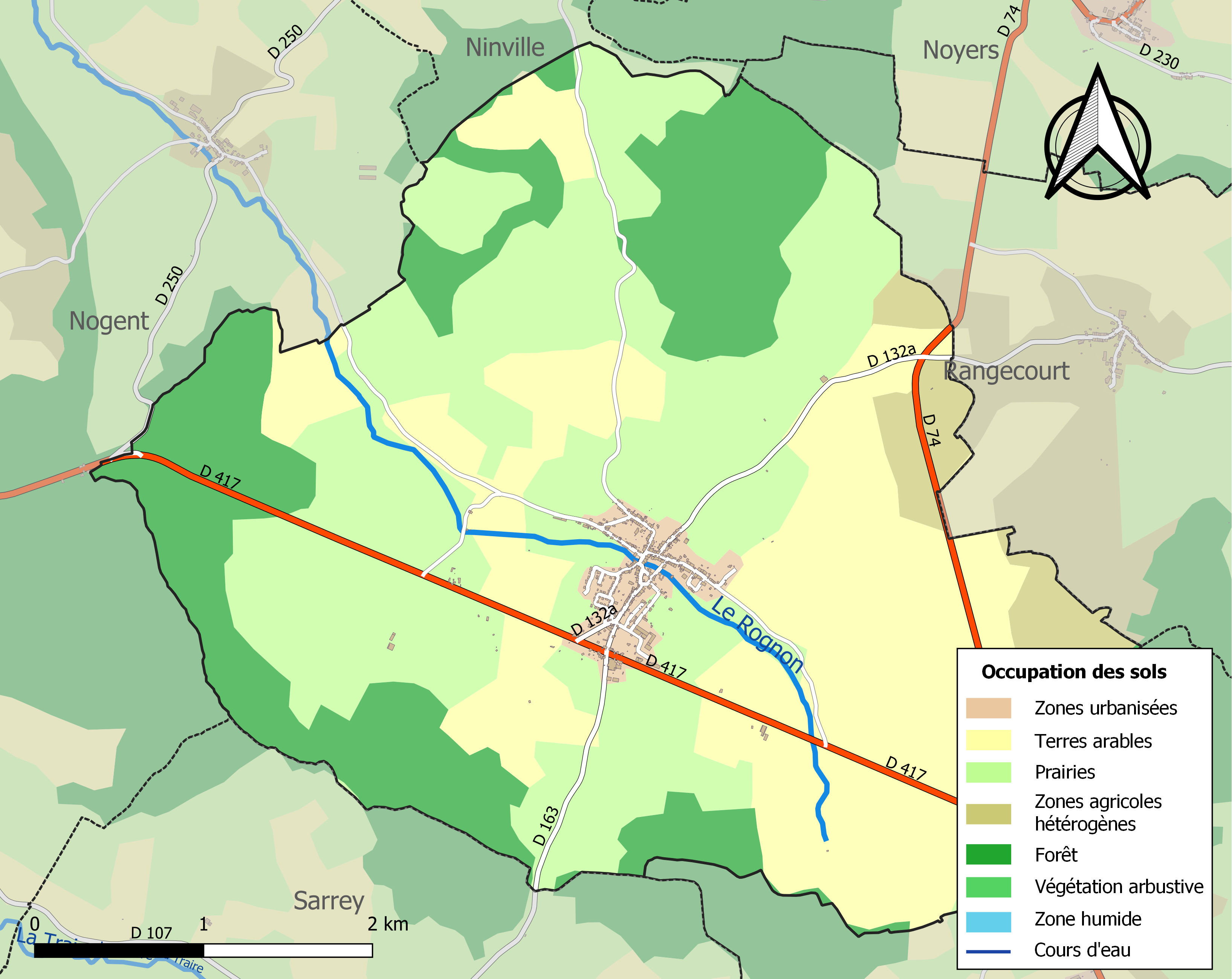
Carte des infrastructures et de l'occupation des sols de la commune en 2018 (CLC).

## Toponymie
Le nom de la localité est attesté sous les formes Hyz (1219) ; Iche (1249-1252) ; Iz (1252) ; Ycium, Yz (1252) ; Ycum in Bassigneyo (1270) ; Ys-en-Bassigny (1392) ; Iz-en-Bassigny (1406) ; Ylz, Ilz (1407) ; Hys-en-Bassigny (1515) ; Ys (1539) ; His (1553) ; Issia, Is (1732) ; Is-en-Bassigny (1770).

Bassigny est une micro-région naturelle qui couvre le nord-est de l'arrondissement de Langres et une grande partie de l'est de l'arrondissement de Chaumont, lesquels forment la partie méridionale du département de la Haute-Marne en région Grand Est.

Is-en-Bassigny n'est pas en Bassigny, il serait tout au plus à la limite, mais jadis dans le Comté de Bassigny.

## Politique et administration
| Période                                  | Période   | Identité         | Étiquette | Qualité                           |
| ---------------------------------------- | --------- | ---------------- | --------- | --------------------------------- |
| mars 2001                                | mars 2014 | François Moisson |           | Retraité de l'Éducation Nationale |
| avril 2014                               | En cours  | Charles Martin   |           | Retraité                          |
| Les données manquantes sont à compléter. |           |                  |           |                                   |

## Population et société

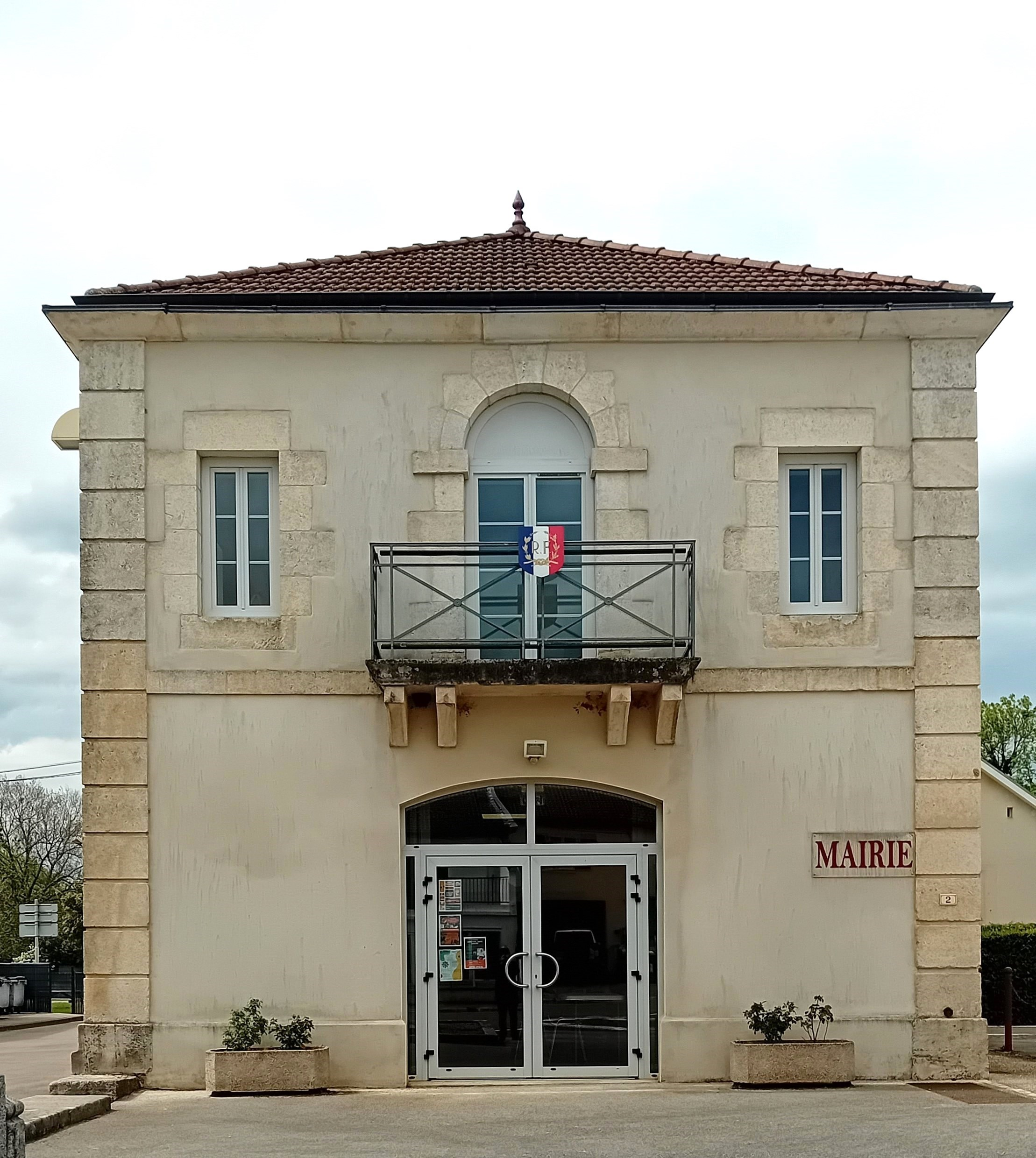
La mairie

Les habitants d'Is-en-Bassigny sont les Issois.
La fête patronale est fixée au 1er dimanche d'octobre. Elle est l'occasion d'une fête foraine au centre du village.

### Démographie

#### Évolution démographique
L'évolution du nombre d'habitants est connue à travers les recensements de la population effectués dans la commune depuis 1793. Pour les communes de moins de 10 000 habitants, une enquête de recensement portant sur toute la population est réalisée tous les cinq ans, les populations de référence des années intermédiaires étant quant à elles estimées par interpolation ou extrapolation. Pour la commune, le premier recensement exhaustif entrant dans le cadre du nouveau dispositif a été réalisé en 2005.

En 2022, la commune comptait 538 habitants, en évolution de −2,18 % par rapport à 2016 (Haute-Marne : −4,62 %, France hors Mayotte : +2,11 %).
| 1793 | 1800 | 1806 | 1821 | 1831 | 1836 | 1841 | 1846 | 1851 |
| ---- | ---- | ---- | ---- | ---- | ---- | ---- | ---- | ---- |
| 720  | 743  | 743  | 794  | 873  | 960  | 928  | 951  | 909  |

| 1856 | 1861 | 1866 | 1872 | 1876 | 1881 | 1886 | 1891 | 1896 |
| ---- | ---- | ---- | ---- | ---- | ---- | ---- | ---- | ---- |
| 884  | 950  | 913  | 836  | 854  | 828  | 803  | 806  | 805  |

| 1901 | 1906 | 1911 | 1921 | 1926 | 1931 | 1936 | 1946 | 1954 |
| ---- | ---- | ---- | ---- | ---- | ---- | ---- | ---- | ---- |
| 715  | 657  | 595  | 588  | 540  | 504  | 502  | 451  | 518  |

| 1962 | 1968 | 1975 | 1982 | 1990 | 1999 | 2005 | 2006 | 2010 |
| ---- | ---- | ---- | ---- | ---- | ---- | ---- | ---- | ---- |
| 554  | 567  | 586  | 585  | 592  | 601  | 574  | 573  | 585  |

| 2015 | 2020 | 2022 | - | - | - | - | - | - |
| ---- | ---- | ---- | - | - | - | - | - | - |
| 547  | 547  | 538  | - | - | - | - | - | - |

## Lieux et monuments
- Dans l'église Saint-Rémy, un retable du premier quart du XVIIIe siècle commémore le baptême de Clovis par saint Remi[21] et un tabernacle avec gradins en bois sculpté, classé en monument historique.
- Le jardin de Champ Maz.
- Implantation d'une centrale éolienne POWEO : 6 éoliennes d'une puissance totale de 2MW.
- Le pont-bascule qui servait à peser des camions, véhicules agricoles et animaux.

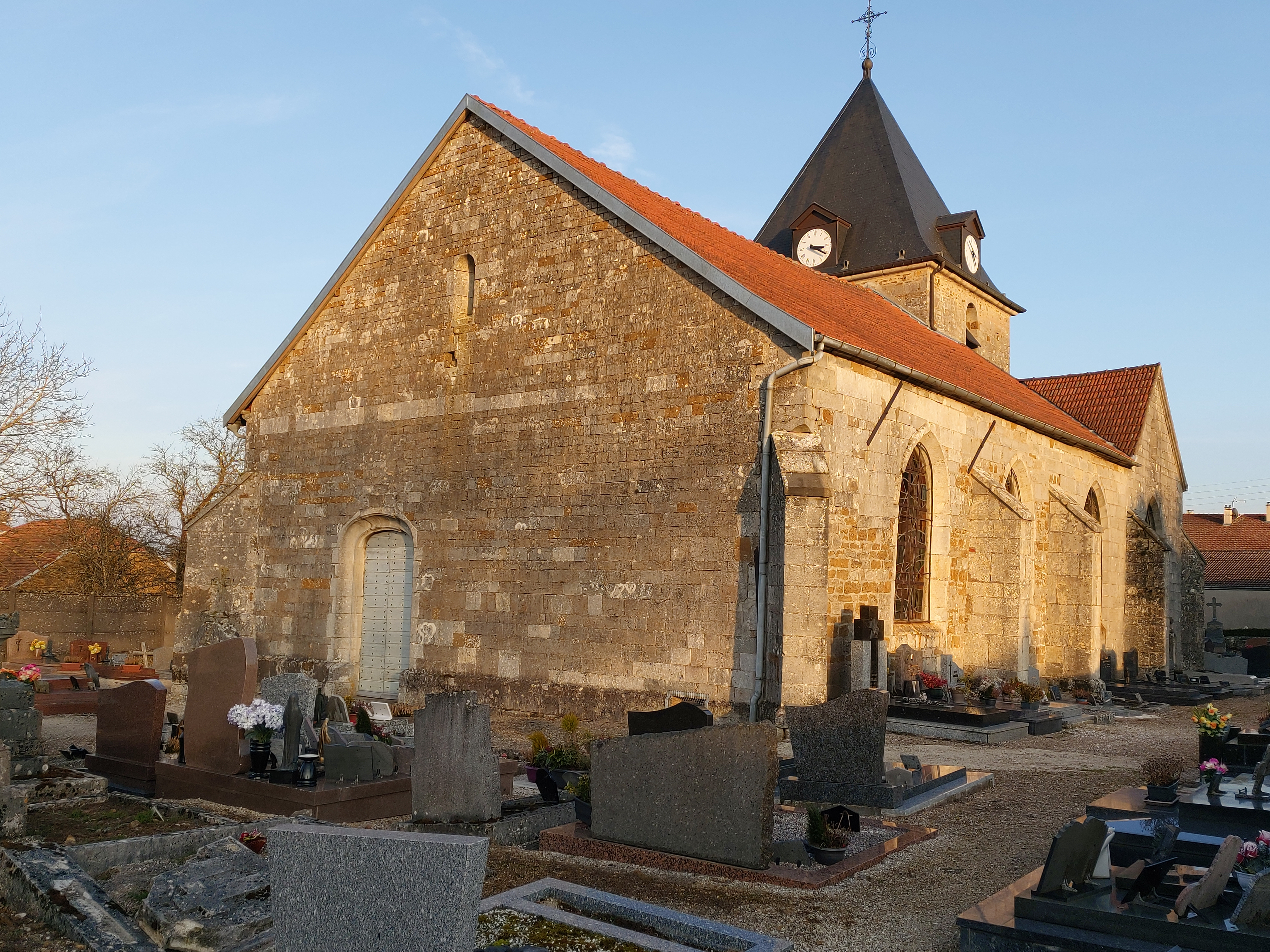
L'église Saint-Rémy ( coté Ouest )
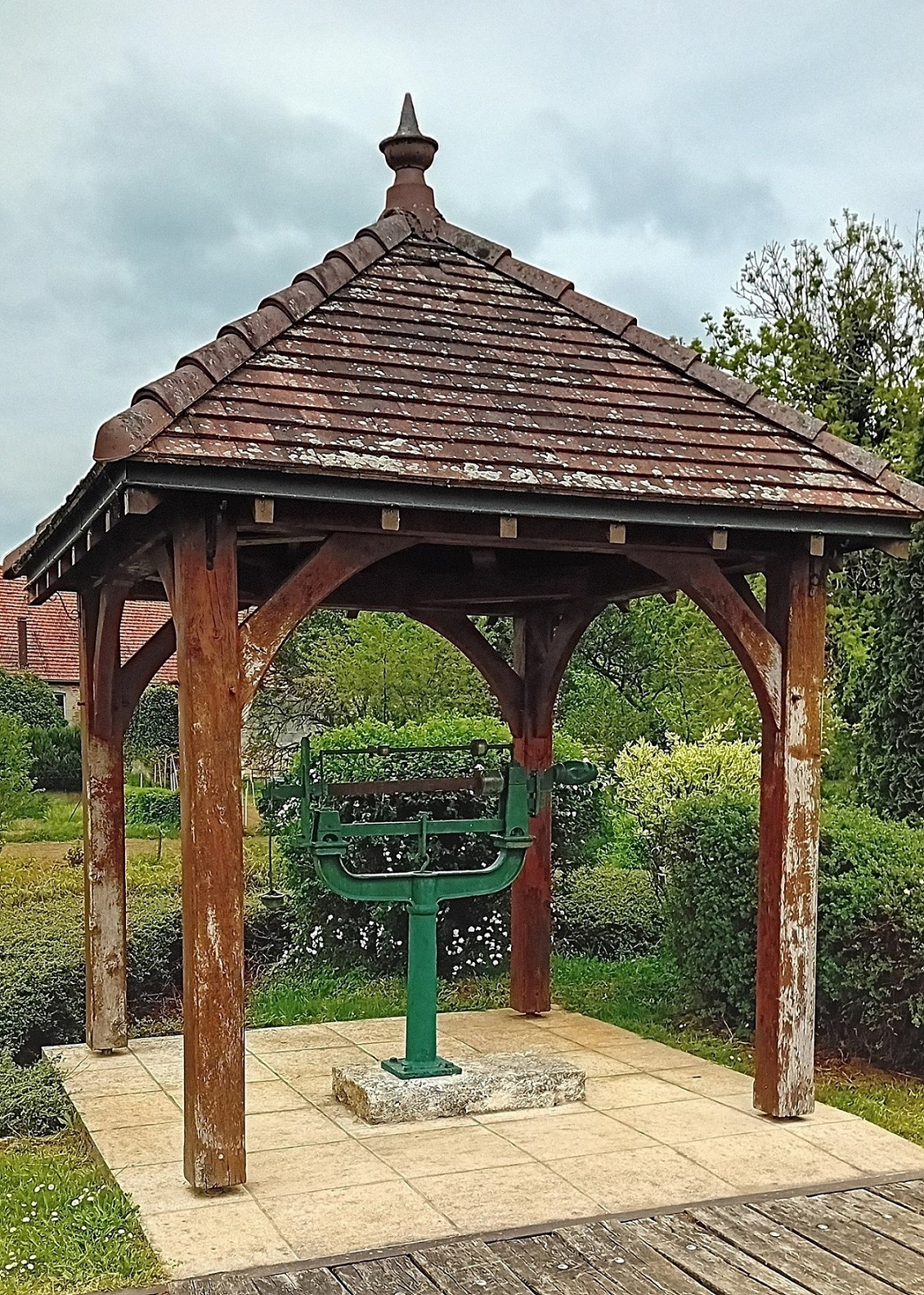
Le pont-bascule
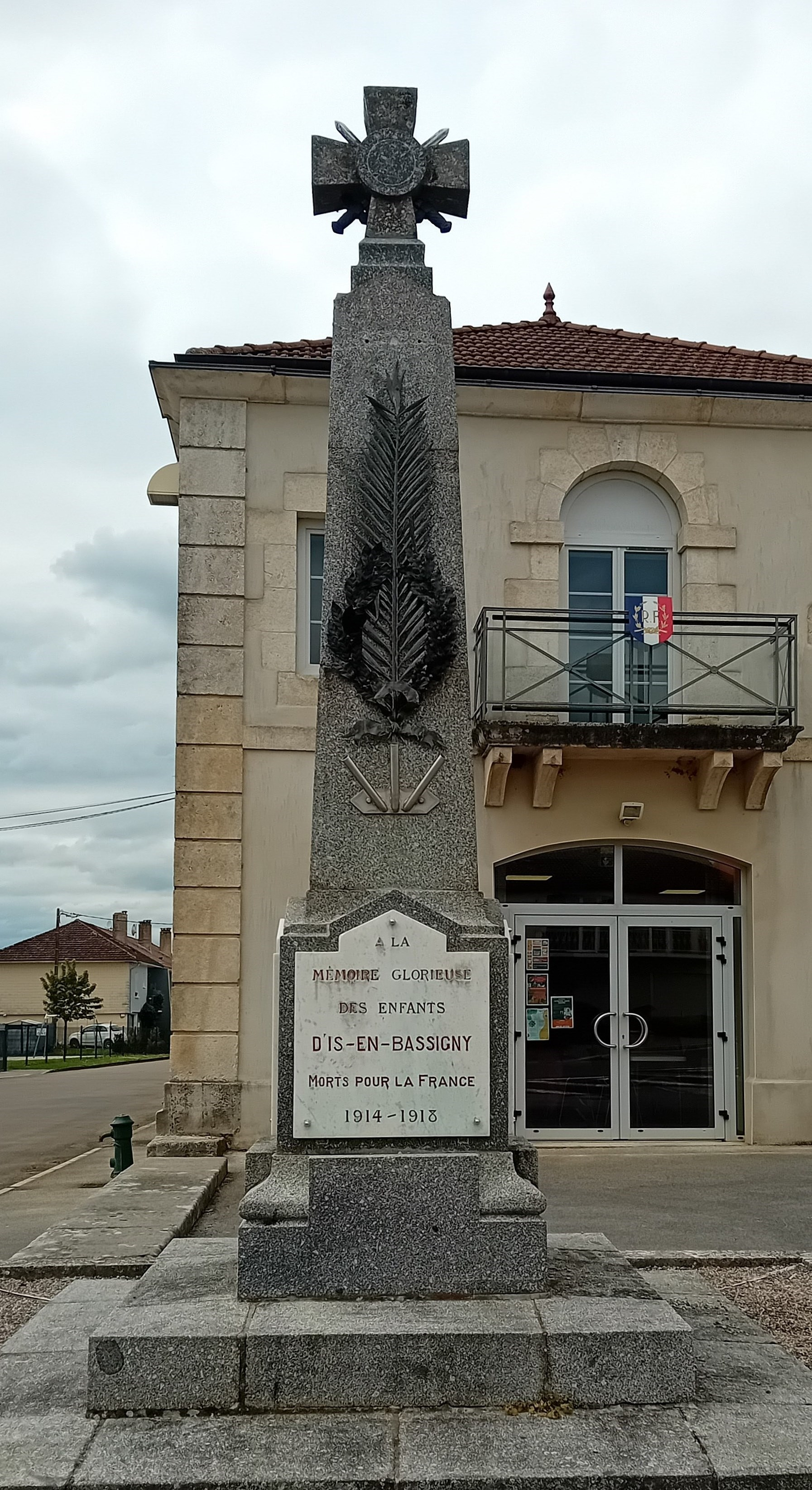
Le Monument aux Morts
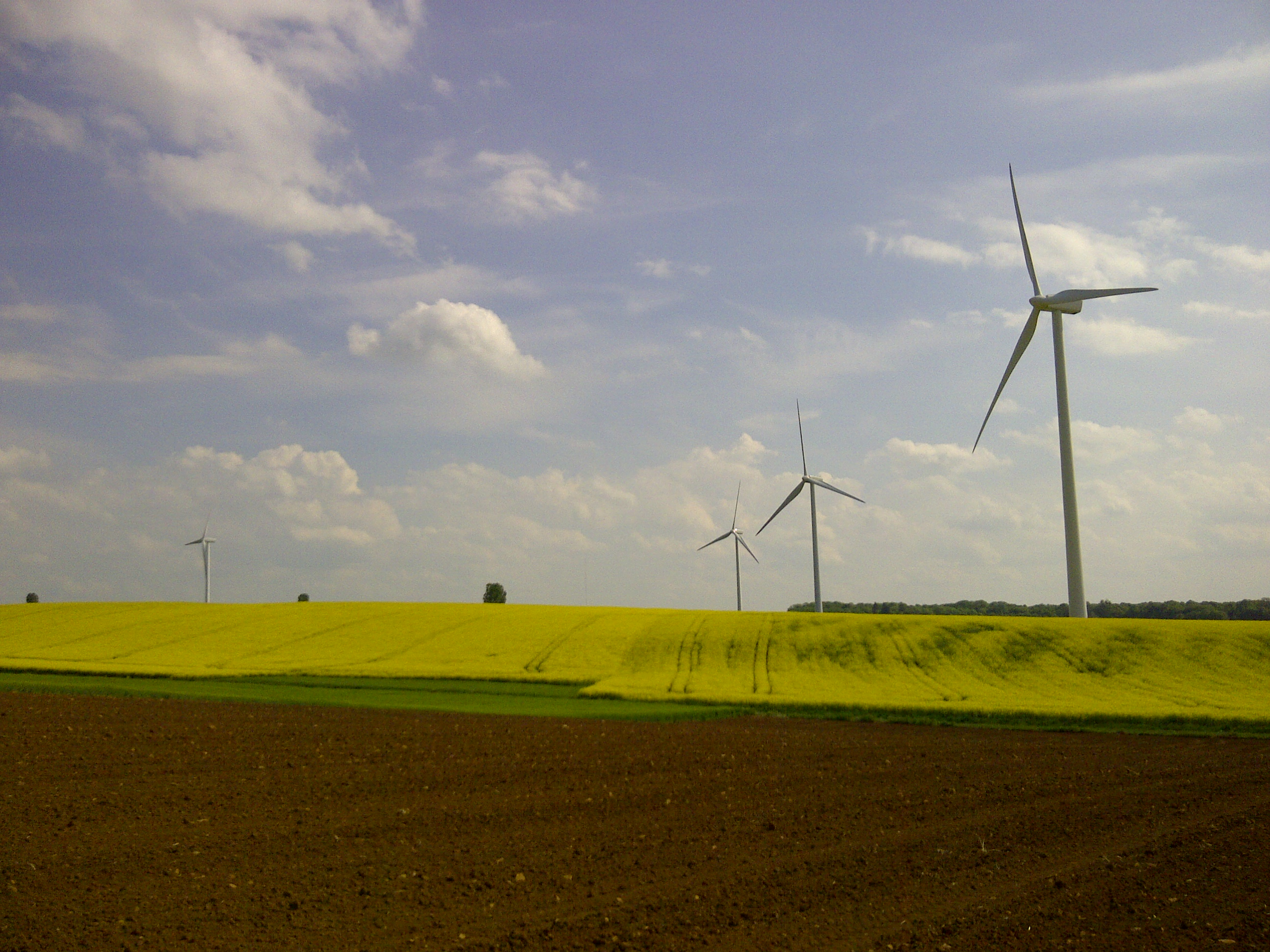
Eoliennes implantées sur la commune.